# یوگنی شاپوشنیکوف
یوگنی شاپوشنیکوف (روسی: Евгений Иванович Шапошников؛ زادهٔ ۳ فوریهٔ ۱۹۴۲ - درگذشته ۸ دسامبر ۲۰۲۰) یک سیاست‌مدار اهل روسیه بود.